# Mohéli
Mohéli (Arabisch: Moûhîlî of Mūhīlī; Comorees: Mwali) is een eiland in de Indische Oceaan en is een deelstaat van de Comoren. Het eiland ligt vijftig kilometer ten zuiden van Grande Comore en telt ongeveer 38.000 inwoners (2006). De hoofdstad is Fomboni.
Andere plaatsen zijn Kangani en Wanani.
Het hoogste punt ligt op 790 m.
In 1866 kwam het eiland onder Frans bewind. In 1975 vormde het eiland samen met de omliggende eilanden de natie Comoren.
In 1997 verklaarden Anjouan en Mohéli zich onafhankelijk van de Comoren, maar zij gingen in 2001 toch deel uitmaken van een meer federale staat.
Rond het eiland is een beschermd natuurgebied van 400 km² met koraalriffen dat populair is bij duikers.